# Легенды про…
«Легенды про…» — российская рэп-группа из Москвы (СЗАО), образованная в августе 2009 года на рекорд-лейбле «ЦАО Records». В 2012 году участники образовали собственную студию RRX, где с тех пор и записываются.
Образована четырьмя MC, выходцами из творческого объединения «16 Кварталов» на лейбле «ЦАО Records»; это Амир, Дым, Быба и Ahimas.

## История

### 2009: Становление
Группа «Легенды про…» была образована в 2009 году, помимо Дыма и Пса, в состав вошли вышеупомянутый Ahimas и Быба, которого на лейбл «ЦАО Records» пригласил Птаха, услышав его песню «Рубль». У них закрепился состав: П. Ё. С. (Амир), Дым, Быба, Ahimas.
«Легенды Про…, по моему мнению очень талантливые парни, – рассказывает о них Птаха. – Когда они появились на «ЦАО», что-то поменялось. Они смогли принести нам море позитива именно в тот момент, когда это было надо, плюс куча новых идей. И мы рады что они с нами, а не против нас. Хотя уже проходят попытки их дёрнуть от нас, но парни знают что такое верность стае, и это не может не радовать».Птаха
5 мая 2010 года состоялся релиз дебютной видеоработы группы «Интро».
31 августа выходит музыкальный альбом «Папиросы» Давида Нуриева, на этот раз под псевдонимом Зануда, в записи которого «Легенды про…» приняли непосредственное участие. Однако более всех на «Папиросах» можно услышать Амира — в большой доле песен он исполняет припевы.
16 октября выходит видеоклип на песню «На измене» Зануды и Ruskey’я, в котором поучаствовали Дым и Амир. 2 ноября опубликовывается видеоклип на ремикс трека «Всё будет» Зануды, в записи припева которого приняли участие Амир и Быба

### 2010—2011: Выход первого альбома
21 ноября 2010 года на сайте Indarnb.ru опубликовывают семплер и обложку альбома «Жёлтый дом».
К 2011 году они записывают свой дебютный музыкальный альбом под названием «Жёлтый дом», который вышел в России 11 февраля под дистрибуцией продюсерской компании «Монолит». В нём совершенно нет совместных песен, хотя через некоторое время после выпуска можно было услышать неизданные версии композиций «Знаю, где иду» и «Дно» с гостевыми куплетами.
19 марта выходит новый клип группы — «Пока фонари спят». Сам трек записан за один день, клип снят — за два. Его представили как «разогрев» перед презентацией «Жёлтого дома», которая прошла в клубе Tabula Rasa в Москве 9 апреля со специальными гостями.
12 июня, на концерте имени дня рождения Давида Нуриева — «Зануде 30» — было презентовано видео «Нечего делить», в которой участвуют Дым, Птаха, представляющие «ЦАО Records» и Москву и 9 грамм, Gipsy King (после вошёл в ряды резидентов «ЦАО») и Bugz, представляющие Bustazz Records и Екатеринбург. Непосредственно в сеть видеоклип попал 20 июня.

### 2011: Опыт совместной работы
3 сентября группа участвует на фестивале M.I.R.
А уже 3 ноября 2011 года ребята из группы «Легенды про…» выпустили альбом, совместно с популярной московской рэп-группой Centr под неоднозначным названием «Легенды про…Centr».
К песне «Всё будет», совместно исполненной с группой Centr, задолго до выхода был снят клип. Также были сняты видеоклипы на «Дорог город» и на «Просто деньги».

### 2012—2013: Новые релизы
В марте 2012 года у «Легенд про…» открывается собственная студия звукозаписи — Rebel Rex (сокращённо — RRX).
На концерте в клубе «16 Тонн» 6-го октября впервые продавались футболки с логотипом лейбла Rebel Rex.
5 июня выходит видеоклип на песню «Мои года» со второго самостоятельного альбома группы. В описании на портале Rap.ru до изменения дизайна впервые значилась информация о названии музыкального релиза: Легенды про «Две стороны одной медали». На тот момент выход был запланирован на конец октября, ожидалось, что альбом будет состоять из двух частей и порядка 30 песен и что одна часть, «Тёмная сторона медали», будет состоят из «грязных», баттловых и злых песен, другая, «Светлая сторона медали», — из лиричных песен. Но дата выхода постоянно переносится, и альбом осенью не выходит.
2 ноября 2012 года открывается официальный сайт группы. Этим же днём, из-за проблем с выходом второго альбома, ребята из группы решают выпустить мини-релиз — «свэгоуборочный» EP под названием No Swag — No Fag для коротания времени в ожидании «Двух сторон одной медали». Мини-альбом состоит из четырёх песен: сольных «Шаг» (Амир), «Ничто» (Дым), «Факт» (Быба) и совместной «Гимн бунтаря», которые изначально должны были войти на второй альбом группы.
6 ноября выходит видеоклип на песню Ahimas’a «Москва»
20 декабря был представлен предновогодний поздравительный видеоклип группы — «Новый год в стиле хип-хоп».
30 декабря 2012 года выходит второй, двойной альбом группы — «Две стороны одной медали». Также он был выложен на хип-хоп-портале Rap.ru в свободное скачивание. В записи приняли участие израильская рэп-группа iZReaL и российская певица Искра.
Релиз попал в список лучших альбомов года по версии сайта ProRap.ru.
12 июня 2013 года состоялся релиз альбома Ahimas’a «Алатан». Гостевые куплеты написали такие исполнители, как Нигатив, Loc-Dog, «Три Кита», Тати, Slim и, конечно, Амир, Быба и Дым.
12 октября был опубликован видеоклип на песню «Снова». 25 октября был выложен трек «Чистый хип-хоп», открывающий грядущий мини-релиз — «свэгоуборочный» EP под названием No Swag — No Fag 2.

### 2014: Уход Ahimas’a, «Классики»
С прошлого года «Легенды про…» вели работу над акустическим альбомом, но после концерта первого марта в Москве они решили написать другой альбом с классическим хип-хоп звучанием. В альбом «Классики» вошли 16 треков. В альбоме лишь одна совместная работа — с московским рэпером Slim’ом. Все скрэтчи на альбоме сделал диджей Dj Prosha.
Релиз альбома «Классики» состоялся 26 мая 2014.

### 2016: Deep Red Wood, распад группы
В 2016 году два участника группы «Легенды про…» — Амир и Быба создали совместный проект «Deep Red Wood». В этом же году был выпущен первый альбом — «Лучше без слов» и записан видеоклип на одноимённый трек. В самом альбоме 12 песен. Участники проекта записали альбом в нескольких жанрах, таких как хард рок, металкор, блюз, баллада и поп-музыка.
14 сентября Дым официально объявил о распаде группы «Легенды про…».

## Состав

### Амир Пёс
Амир, он же П. Ё. С. (читается «Пёс», расшифровывается «Поэт, Ёрник, Садист»), настоящее имя Амир Магомедов — российский рэп-исполнитель, битмейкер и певец. Бывший участник группы «Орда».
Амир, в отличие от других участников этой группы, в частности Ahimas’a, умеет не только читать рэп, но и петь. У Амира своеобразные тембр и голос, что для музыкального исполнителя немаловажно. Он исполняет львиную долю припевов с альбома Зануды «Папиросы» (в композициях «Изъяны», «Всё пиздато», «Мандарины», «Не могу», «На измене» и «Нахуй»).
Как-то сразу многие заметили, что любой припев от Пса наполняет трек своим странным, но явно хитовым настроением. Плюс к этому он делает достаточно неплохие минуса.Птаха
За пределами «ЦАО Records» исполнил припевы в песнях таких исполнителей, как группы «Новокаин» (альбом «Стокгольмский синдром») и Black Market (альбомы «Альфа и Омега», «Число Зверя»).

### Дым
Дым, он же Гад Дым, настоящее имя Олег Мастер (родился 1 марта 1986, Москва) — российский рэп-исполнитель, певец.
Рэп начал читать с восьмого класса. У него интересная техника речитатива, в некоторых песнях практикуется дабл-тайм (напр., «Просто деньги», «Воздух»). Его так же, как Быбу и Амира, можно услышать на «Папиросах» Зануды. Он читал рэп в треках «Фон», «Изъяны», «На измене».
Гад Дым – этот персонаж порой выдает такие строки, что люди вокруг вскрикивают, я сам это видел. Лично моё мнение, что он достаточно сильный как МС с достаточно индивидуальной и интересной подачей. Его видение мира, очень близко нам. „Фанат улиц“, так сказать.Птаха

### Быба
Настоящее имя - Александр Быбочкин (родился 26 февраля 1988, Москва).
Пишет и исполняет лирические песни. В некоторых песнях практикует дабл-тайм (например, «Вспышка», «Хорошёвка в деле», «Воздух»).
Записал вместе с Занудой песню «Монпасье», а также дополнил песню Slim’а о капитал-шоу «Поле Чудес» своим куплетом про «усатого обманщика».
Быба неплохо играет на гитаре, при этом ещё поёт и читает… Лично моё знакомство с творчеством „Легенд Про…“ началось именно с его трека „Рубль“.Птаха
Псевдоним «Быба» происходит от фамилии.

### Ahimas
Ahimas (читается «Ахима́с», родился 25 февраля 1989), настоящее имя Андрей Волков — российский рэп-исполнитель, певец и битмейкер.
Ahimas написал большинство минусовок для альбомов «Ни о чём» и «Папиросы» Птахи aka Зануды, совместно со Slim’ом поработал и над музыкальным сопровождением для альбома «Легенды про…Centr».

## Дискография

### Студийные альбомы
| Название                   | Участники              | Год выпуска |
| -------------------------- | ---------------------- | ----------- |
| «Жёлтый дом»               | «Легенды про…»         | 2011        |
| «Легенды про…Centr»        | «Легенды про…» & Centr | 2011        |
| «Две стороны одной медали» | «Легенды про…»         | 2012        |
| «Классики»                 | «Легенды про…»         | 2014        |

### Deep Red Wood
| Название         | Участники       | Год выпуска |
| ---------------- | --------------- | ----------- |
| «Лучше без слов» | «Deep Red Wood» | 2016        |
| «Unplugged»      | «Deep Red Wood» | 2016        |

### Мини-альбомы
| Название            | Участники      | Год выпуска |
| ------------------- | -------------- | ----------- |
| No Swag — No Fag    | «Легенды про…» | 2012        |
| No Swag — No Fag II | «Легенды про…» | 2013        |

### Синглы
| Название            | Участники                                                                  | Год выпуска |
| ------------------- | -------------------------------------------------------------------------- | ----------- |
| «Фон»               | «CENTR» (Slim, Птаха) / «Легенды про…» (Дым)                               | 2009        |
| «Всё будет»         | Centr / «Легенды про…» (Амир, Быба)                                        | 2010        |
| «R-Club»            | «Легенды про…» (Амир, Дым, Быба)                                           | 2011        |
| «Хорошёвка в деле»  | «Легенды про…» (Амир, Дым, Быба) / DJ Nik-One                              | 2011        |
| «Давайте, вылазьте» | Дым («Легенды про…») / Sayaf / Rezo / Erzo / David / Хатын / «Чаян Фамали» | 2012        |
| «Порно-история»     | Амир («Легенды про…») / Зануда                                             | 2013        |
| «Мысли» / «С ней»   | Амир («Легенды про…») / Зануда / «вГрязь» / Вороха                         | 2013        |

### Трибьюты и саундтреки
| Название                                               | Участники                                             | Год выпуска |
| ------------------------------------------------------ | ----------------------------------------------------- | ----------- |
| «На измене» для худ. фильма «На измене»                | Зануда, RusKey, «Легенды про…» (Амир, Дым), А. Бандос | 2010        |
| «Верь мне» памяти Виктора Цоя для сборника «Кинопробы» | «Легенды про…» (Амир, Дым, Быба)                      | 2010        |
| «R-Club» для гоночного клуба «R-Club»                  | «Легенды про…» (Амир, Дым, Быба)                      | 2011        |
| «Нежить» для худ. фильма «Камень»                      | «Легенды про…» (Амир, Дым, Быба)                      | 2012        |
| «Так тихо тают дни» памяти Михея                       | «Легенды про…»                                        | 2012        |

### Сольные альбомы участников
| Название                   | Участники            | Год выпуска |
| -------------------------- | -------------------- | ----------- |
| «Алатан»                   | Ahimas               | 2013        |
| «Догмат»                   | Амир & Black Market  | 2013        |
| «Плохая погода» [EP]       | Ahimas               | 2014        |
| Звездопад [EP]             | Ahimas               | 2014        |
| Совместные песни 2009—2014 | Ahimas               | 2014        |
| Осень пришла [EP]          | ChipaChip & Ahimas   | 2014        |
| #ВнеАльбома                | Ahimas               | 2015        |
| Love Is                    | Ahimas & Зомб & Xamm | 2015        |
| «Сам себе хозяин»          | Амир                 | 2016        |
| «32»                       | Быба                 | 2020        |

### Участие
| Название                | Артист                    | Год выпуска |
| ----------------------- | ------------------------- | ----------- |
| Ни о чём                | Птаха                     | 2009        |
| Star Track              | D.Masta                   | 2009        |
| Orbita                  | Тато                      | 2010        |
| Завтрак для улиц        | D.Masta                   | 2010        |
| «Кислород»              | Стриж                     | 2010        |
| «Плохо»                 | «Н. П. М.»                | 2010        |
| «Папиросы»              | Зануда                    | 2010        |
| «Имена»                 | RusKey                    | 2010        |
| Отличай людей           | Slim                      | 2011        |
| «proDUCKtion кассета»   | DJ Nik-One                | 2011        |
| ID                      | Стриж                     | 2012        |
| «Альфа и Омега»         | Рома Жиган & Black Market | 2012        |
| «Стокгольмский синдром» | Новокаин                  | 2012        |
| «Старые тайны»          | Птаха                     | 2012        |
| Feat, Vol. 1            | Digital Squad             | 2012        |
| «Число Зверя»           | Black Market              | 2013        |
| «Форс-мажор»            | Сажа                      | 2013        |
| «МиР»                   | Костя Бес                 | 2013        |
| «Статус Кво»            | «Старый Кадиллак»         | 2014        |
| По Низам                | Зануда                    | 2014        |
| «Лоб в лоб»             | TRUEтень                  | 2014        |
| «Сделано в Сибири»      | «Цвет Ночи»               | 2014        |
| «Второй мир»            | Костя Бес                 | 2015        |
| «ЦАО, Vol. 2»           | VA/«ЦАО Records»          | 2015        |

## Видеография

### Видеоклипы
- 2010 — «Эстетика разрушения»
- 2010 — «По кольцу» (уч. «Гвардия»)
- 2010 — «На измене» (уч. Зануда, RusKey, А. Бандос)
- 2011 — «Пока фонари спят»
- 2011 — «R-Club»
- 2012 — «Просто деньги» (уч. Centr)
- 2012 — «Мои года»
- 2012 — «Москва» (уч. 4 Block)
- 2012 — «Новый год в стиле хип-хоп»
- 2013 — «Театр» (уч. Рубака)
- 2013 — «Снова»
- 2014 — «Худа»
- 2016 — «Лучше без слов»

### Видеоклипы участников
Амир
- 2010 — «Всё будет…» Remix (уч. Зануда)
- 2010 — «Мандарины» (уч. Зануда, Тато)
- 2011 — «Всё будет…» (уч. Centr)
- 2011 — «Виражи» (уч. «Новокаин», Boris («Н. П. М.»)
- 2011 — «Дорог город» (уч. Centr)
- 2012 — «Мне так нужна твоя красота» (уч. RusKey)
- 2014 — «Город золотой» (уч. TRUEтень, Lego)
- 2014 — «Нафталин» (уч. «Новокаин»)
- 2015 — «Когда меня не станет» (уч. Вова Prime, MC T)

Дым
- 2011 — «Нечего делить» (уч. Зануда, 9 Грамм, Gipsy King, Bugz)
- 2011 — «Пристань» (уч. Хаак aka Рубака)
- 2011 — «Атака» (уч. Гуня)

## Награды и номинации
- Победитель премии «Russian Urban Music Awards 2012» в категории «Альбом года» — «Легенды про…Centr», совместный с группой Centr. Также номинация в категории «Хит года» — «Дорог город» (при уч. группы Centr).
- Победитель премии «Золотая Горгулья 2012» в категории «Хип-хоп проект».

## Дополнительные факты
- Название группы: «Легенды про…» означает «Легенды про что-то», хотя некоторые воспринимают приставку «Про» как «Pro» (сокр. «Professional»)[21][22].
- По знакам зодиака все в группе, кроме Амира (он Водолей), — Рыбы[23].